# Sphecodes nyassanus
Sphecodes nyassanus är en biart som beskrevs av Embrik Strand 1911. Sphecodes nyassanus ingår i släktet blodbin, och familjen vägbin. Inga underarter finns listade i Catalogue of Life.